# リーチザクラウン
リーチザクラウン (Reach the Crown) は日本の競走馬。おもな勝ち鞍は2009年きさらぎ賞、2010年マイラーズカップ。馬名の由来は、英語で「頂上に達する」、「戴冠」である。

## 経歴

### 2歳（2008年）
デビューは2歳10月の京都競馬の新馬戦では中団からレースを進めアンライバルド、ブエナビスタ、スリーロールス、エーシンビートロンなどの並居る強豪を相手に2着と健闘した。主戦に武豊を迎えての未勝利戦では圧倒的支持を集めるなか、前走とは打って変わって強気に逃げ、2着馬に2秒1というJRAの芝レースではおよそ4年ぶりとなる大差で圧勝。その後のリーチザクラウンの脚質を決定付けた。続く500万下の千両賞では休養中の武に替わって安藤勝己が鞍上を務めた。レースではうまく脚を溜めつつ小差で逃げ、直線半ばから追い出されると他馬を突き放し、最後は流しながら楽勝した。安藤の「馬に変な癖をつけないように乗らなければ」との発言は、この馬のクラシックへ向けての期待の高さをうかがわせた。
そして迎えた重賞初挑戦となるラジオNIKKEI杯2歳ステークス。ここで、鞍上には主戦の武が戻った。レースはオーバーペースで逃げてしまったため、最後の直線ではロジユニヴァースに交わされ、初重賞制覇を逃した。

### 3歳（2009年）
2009年はクラシックへの登竜門として名高いきさらぎ賞から始動。ここでも圧倒的な単勝1番人気に支持された。当初は控える競馬を予想する向きもあったが、スローペースで逃げる展開となり、最後の直線では武が追い出すと他馬を引き離し、重賞初制覇を飾った。この勝利で1998年にきさらぎ賞を勝利した父スペシャルウィークと同馬主、同騎手による父子制覇を達成した。
次走はトライアルレースを経ずに皐月賞へと直行、2番人気の支持を得た。展開はハイペースの流れになるも終始折り合いを欠き、直線では粘ることなく後退、13着に大敗した。
東京優駿に出走。5番人気に支持される。40年ぶりの不良馬場の中ジョーカプチーノが大逃げをし、単独の2番手でレースを進める。4コーナーで先頭に立つがリーチザクラウンをマークしていたロジユニヴァースにかわされ、4馬身差の2着となった。
その後放牧に出され、秋競馬は神戸新聞杯から始動。イコピコに差し切られ2着に敗れたものの、菊花賞への優先出走権を獲得した。
菊花賞では単勝3.8倍の1番人気に支持される。後続を引き離す大逃げをするが、2周目の3コーナー付近から徐々に差を詰められゴール前100mの所で後続に捕まり5着に敗れた。
続いて第29回ジャパンカップに出走。5番人気に推された。出だしこそアサクサキングス・エイシンデピュティにハナを譲るも、すぐさま先頭に立ち直線残り200m直前まで粘ったが、ここでいっぱいになり9着に敗れた。
続いて第54回有馬記念に5番人気で出走。好スタートからすんなりと先頭に立つも、3、4コーナー付近で一杯になりドリームジャーニーの13着に敗れた。

### 4歳（2010年）
前年の有馬記念出走後に、今後のリーチザクラウンの方向性について騎手の武豊は「マイル路線を中心に使う方向で先生（橋口弘次郎調教師）と話を進めている」と公言し、迎えた2010年の緒戦は距離適性を考慮した上での初のダート戦となったフェブラリーステークスに4番人気で出走。レースは中団で控える競馬をしたものの伸び切れず10着に敗れた。
その後、安田記念への出走を見据えてマイラーズカップに出走した。鞍上は休養中の武豊に代って、2歳時の以来となる安藤勝己が務めた。道中3番手でレースを進め、最後の直線で先に抜け出したトライアンフマーチをクビ差制し、約14ヵ月ぶりとなる勝ち星を挙げた。
本番の安田記念では、本命不在のメンバー構成に加え、前走の強い競馬もあり1番人気に推された。レースは3~4番手の好位を追走、しかし直線ではすでに馬群に飲み込まれショウワモダンの14着と大敗し、レースから2日後の6月8日、右中間手根骨々折が判明し6カ月休養を強いられた。12月18日の阪神カップで戦線復帰し、3番人気に支持される。レースは中団の外めを追走したが直線で伸び切れず7着に敗れた。

### 5歳（2011年）
1月5日の京都金杯より馬主が臼田浩義から西山茂行に変更された。その京都金杯では1番人気に支持され、道中先団のインコースを追走し直線で脚を伸ばすも4着に敗れた。中山記念ではこれまでのレーススタイルから一転、後方3番手で待機し、直線で大外から追い込んで3着となった。続くマイラーズカップでは後方追走も直線で伸びきれず9着。都大路ステークスでは1番人気に支持され、中団待機から4コーナーでペースを上げたが脚元にトラブルを発生して鞍上の藤田伸二が立ち上がって失速し14着。安田記念では好位を追走したが、直線で失速し17着と大敗。その後、休養を挟んでアイルランドトロフィーに出走。スタートからハナを奪って後続を引き離すも最後の直線で一杯になり10着に敗れた。
その後、患っていた喘鳴症の手術を受けて休養する。

### 6歳（2012年）
4月1日のダービー卿チャレンジトロフィーでは道中折り合いを欠き11着。続く4月22日のマイラーズカップでは好位追走も直線で失速し16着と大敗した。
5月16日付けで美浦トレーニングセンターの杉浦宏昭厩舎に転厩。6月17日福島のバーデンバーデンカップは後方追走も見せ場なく8着と惨敗。7月1日中京のCBC賞は6着だったが、右膝の剥離骨折を発症。全治は6か月の見込みであった。

### 7歳（2013年）
2月3日の東京新聞杯は良いところなく最下位の16着に敗れた。そして2月6日をもって競走馬登録を抹消。アロースタッドで種牡馬となった。なお、西山牧場にて種牡馬となる予定とも報じられたが、リーチザクラウンが引退した時点の西山牧場には種牡馬繋養施設はない。

## 競走成績
以下の内容は、netkeiba.comおよびJBISサーチに基づく。
| 競走日     | 競馬場 | 競走名             | 格      | 距離（馬場）  | 頭 数 | 枠 番 | 馬 番 | オッズ （人気） | 着順 | タイム （上り3F） | 着差 | 騎手      | 斤量 [kg] | 1着馬（2着馬）         | 馬体重 [kg] |
| ---------- | ------ | ------------------ | ------- | ------------- | ----- | ----- | ----- | --------------- | ---- | ----------------- | ---- | --------- | --------- | ---------------------- | ----------- |
| 2008.10.26 | 京都   | 2歳新馬            |         | 芝1800m（良） | 11    | 2     | 2     | 002.70（2人）   | 02着 | R1:51.9（33.6）   | -0.2 | 0小牧太   | 55        | アンライバルド         | 520         |
| 0000.11.16 | 京都   | 2歳未勝利          |         | 芝1800m（良） | 17    | 4     | 8     | 001.20（1人）   | 01着 | R1:47.4（34.9）   | -2.1 | 0武豊     | 55        | （タマモユニヴァース） | 518         |
| 0000.12.07 | 阪神   | 千両賞             | 500万下 | 芝1600m（良） | 8     | 8     | 8     | 001.10（1人）   | 01着 | R1:34.7（34.6）   | -0.5 | 0安藤勝己 | 55        | （カイシュウボナンザ） | 508         |
| 0000.12.27 | 阪神   | ラジオNIKKEI杯2歳S | JpnIII  | 芝2000m（良） | 11    | 3     | 3     | 001.30（1人）   | 02着 | R2:02.4（38.2）   | -0.7 | 0武豊     | 55        | ロジユニヴァース       | 504         |
| 2009.02.15 | 京都   | きさらぎ賞         | GIII    | 芝1800m（良） | 10    | 7     | 7     | 001.50（1人）   | 01着 | R1:48.9（35.0）   | -0.6 | 0武豊     | 56        | （リクエストソング）   | 500         |
| 0000.04.19 | 中山   | 皐月賞             | JpnI    | 芝2000m（良） | 18    | 8     | 18    | 005.30（2人）   | 13着 | R2:00.4（37.2）   | -1.7 | 0武豊     | 57        | アンライバルド         | 506         |
| 0000.05.31 | 東京   | 東京優駿           | JpnI    | 芝2400m（不） | 18    | 6     | 12    | 009.90（5人）   | 02着 | R2:34.4（40.2）   | -0.7 | 0武豊     | 57        | ロジユニヴァース       | 516         |
| 0000.09.27 | 阪神   | 神戸新聞杯         | JpnII   | 芝2400m（良） | 14    | 8     | 13    | 003.90（3人）   | 02着 | R2:24.5（34.8）   | -0.3 | 0武豊     | 56        | イコピコ               | 498         |
| 0000.10.25 | 京都   | 菊花賞             | JpnI    | 芝3000m（良） | 18    | 5     | 9     | 003.80（1人）   | 05着 | R3:03.9（36.2）   | -0.4 | 0武豊     | 57        | スリーロールス         | 506         |
| 0000.11.29 | 東京   | ジャパンC          | GI      | 芝2400m（良） | 18    | 5     | 9     | 008.60（5人）   | 09着 | R2:23.4（36.1）   | -1.0 | 0武豊     | 55        | ウオッカ               | 506         |
| 0000.12.27 | 中山   | 有馬記念           | GI      | 芝2500m（良） | 16    | 4     | 8     | 012.60（5人）   | 13着 | R2:34.6（40.6）   | -4.6 | 0武豊     | 55        | ドリームジャーニー     | 508         |
| 2010.02.21 | 東京   | フェブラリーS      | GI      | ダ1600m（良） | 15    | 7     | 14    | 009.50（4人）   | 10着 | R1:37.6（37.8）   | -2.7 | 0武豊     | 57        | エスポワールシチー     | 510         |
| 0000.04.17 | 阪神   | マイラーズC        | GII     | 芝1600m（良） | 18    | 8     | 18    | 006.60（3人）   | 01着 | R1:32.9（34.0）   | -0.0 | 0安藤勝己 | 57        | （トライアンフマーチ） | 512         |
| 0000.06.06 | 東京   | 安田記念           | GI      | 芝1600m（良） | 18    | 1     | 1     | 004.00（1人）   | 14着 | R1:32.8（35.8）   | -1.1 | 0安藤勝己 | 58        | ショウワモダン         | 516         |
| 0000.12.18 | 阪神   | 阪神C              | GII     | 芝1400m（良） | 17    | 4     | 8     | 008.40（3人）   | 07着 | R1:20.7（34.1）   | -0.4 | 0武豊     | 57        | キンシャサノキセキ     | 516         |
| 2011.01.05 | 京都   | 京都金杯           | GIII    | 芝1600m（良） | 16    | 2     | 3     | 004.30（1人）   | 04着 | R1:33.8（33.9）   | -0.4 | 0武豊     | 58        | シルポート             | 518         |
| 0000.02.27 | 中山   | 中山記念           | GII     | 芝1800m（良） | 12    | 4     | 4     | 008.90（3人）   | 03着 | R1:46.4（34.0）   | -0.4 | 0武豊     | 58        | ヴィクトワールピサ     | 512         |
| 0000.04.17 | 阪神   | マイラーズC        | GII     | 芝1600m（良） | 18    | 3     | 5     | 006.00（3人）   | 09着 | R1:33.0（33.1）   | -0.7 | 0武豊     | 58        | シルポート             | 514         |
| 0000.05.08 | 京都   | 都大路S            | OP      | 芝1800m（良） | 15    | 7     | 13    | 001.90（1人）   | 14着 | R1:48.9（38.1）   | -4.1 | 0藤田伸二 | 58        | ネオヴァンドーム       | 516         |
| 0000.06.05 | 東京   | 安田記念           | GI      | 芝1600m（良） | 18    | 1     | 18    | 036.1（14人）   | 17着 | R1:33.4（35.8）   | -1.4 | 0北村宏司 | 58        | リアルインパクト       | 514         |
| 0000.10.15 | 東京   | アイルランドT      | OP      | 芝2000m（稍） | 11    | 8     | 10    | 007.60（3人）   | 10着 | R2:01.9（40.1）   | -1.3 | 0北村宏司 | 58        | トーセンレーヴ         | 508         |
| 2012.04.01 | 中山   | ダービー卿CT       | GIII    | 芝1600m（良） | 16    | 8     | 15    | 022.8（13人）   | 11着 | R1:34.3（35.2）   | -0.8 | 0田辺裕信 | 57.5      | ガルボ                 | 514         |
| 0000.04.22 | 京都   | マイラーズC        | GII     | 芝1600m（稍） | 18    | 1     | 2     | 045.0（13人）   | 16着 | R1:34.6（36.6）   | -1.4 | 0藤田伸二 | 55        | シルポート             | 518         |
| 0000.06.17 | 福島   | バーデンバーデンC  | OP      | 芝1200m（良） | 11    | 2     | 2     | 011.60（5人）   | 08着 | R1:10.1（35.1）   | -0.8 | 0蛯名正義 | 57        | ビウイッチアス         | 530         |
| 0000.07.01 | 中京   | CBC賞              | GIII    | 芝1200m（重） | 17    | 5     | 10    | 036.8（10人）   | 06着 | R1:09.5（34.7）   | -0.8 | 0北村友一 | 57        | マジンプロスパー       | 522         |
| 2013.02.03 | 東京   | 東京新聞杯         | GIII    | 芝1600m（良） | 16    | 1     | 2     | 102.2（15人）   | 16着 | R1:35.0（34.9）   | -2.1 | 0江田照男 | 57        | クラレント             | 530         |

## 種牡馬時代
競走馬引退後は2013年より種牡馬となり、アロースタッドで繋養された。2016年に産駒がデビューし、産駒の成績が好調なことから、2016年10月に繋養先が社台スタリオンステーションに移動した。
2021年より再びアロースタッドで繋養されている。
2024年3月29日、繋養先のアロースタッドにて肺水腫のため安楽死の措置が取られた。18歳没。

### 主な産駒

#### グレード制重賞優勝馬
- 2014年産
  - キョウヘイ（2017年シンザン記念）[13]
- 2019年産
  - クラウンプライド（2022年UAEダービー、2023年・2024年コリアカップ、2024年マーキュリーカップ）[14]
  - アーテルアストレア（2023年レディスプレリュード、2024年クイーン賞、スパーキングレディーカップ）[15]

#### 地方重賞優勝馬
- 2014年産
  - スーパーマックス（2016年九州ジュニアチャンピオン、天山賞、2017年佐賀皐月賞、九州ダービー栄城賞、大分川賞、ロータスクラウン賞、韓国岳賞、2018年佐賀王冠賞）[16]
- 2017年産
  - コスモピオニール（2020年ぎふ清流カップ）[17]
- 2019年産
  - フジクラウン（2022年イーハトーブマイル）

### 母父としての主な産駒

#### 地方重賞優勝馬
- 2022年産
  - ニシノリンダ（2025年佐賀ユースカップ）

## エピソード
2009年4月19日付けのラジオNIKKEI競馬実況ウェブの記事で皐月賞のレース後のコメントを紹介する際に、13着だったリーチザクラウンについて、武豊のコメントとして「描いていた最悪の展開になってしまいました。短い距離で逃げるなら折り合いがつくんですけどね。これで見ていた人も分かると思いますが、長い距離は向かないです」という記事が掲載されたが、その後、このコメントが誤りではないかと指摘され、後日取材者が「単騎で」を「短距離で」と聞き間違えたものだということが判明した。同時に、武豊の発言にはなかった「長い距離は向かないです」は取材者の推測で付け足されていたというミスも判明し、後日ラジオNIKKEIが謝罪文を掲載する騒ぎになった。

## 血統表
| リーチザクラウンの血統            | リーチザクラウンの血統                               | リーチザクラウンの血統                     | （血統表の出典）                           | （血統表の出典）  |
| 父系                              | サンデーサイレンス系                                 | サンデーサイレンス系                       | サンデーサイレンス系                       | [ § 2 ]           |
| 父 スペシャルウィーク 1995 黒鹿毛 | 父の父*サンデーサイレンス Sunday Silence 1986 青鹿毛 | Halo                                       | Hail to Reason                             | Hail to Reason    |
| 父 スペシャルウィーク 1995 黒鹿毛 | 父の父*サンデーサイレンス Sunday Silence 1986 青鹿毛 | Halo                                       | Cosmah                                     |                   |
| 父 スペシャルウィーク 1995 黒鹿毛 | 父の父*サンデーサイレンス Sunday Silence 1986 青鹿毛 | Wishing Well                               | Understanding                              | Understanding     |
| 父 スペシャルウィーク 1995 黒鹿毛 | 父の父*サンデーサイレンス Sunday Silence 1986 青鹿毛 | Wishing Well                               | Mountain Flower                            |                   |
| 父 スペシャルウィーク 1995 黒鹿毛 | 父の母キャンペンガール 1987 鹿毛                     | マルゼンスキー                             | Nijinsky II                                | Nijinsky II       |
| 父 スペシャルウィーク 1995 黒鹿毛 | 父の母キャンペンガール 1987 鹿毛                     | マルゼンスキー                             | *シル                                      |                   |
| 父 スペシャルウィーク 1995 黒鹿毛 | 父の母キャンペンガール 1987 鹿毛                     | レディーシラオキ                           | *セントクレスピン                          | *セントクレスピン |
| 父 スペシャルウィーク 1995 黒鹿毛 | 父の母キャンペンガール 1987 鹿毛                     | レディーシラオキ                           | ミスアシヤガワ                             |                   |
| 母 クラウンピース 1997 鹿毛       | 母の父Seattle Slew 1974 黒鹿毛                       | Bold Reasoning                             | Boldnesian                                 | Boldnesian        |
| 母 クラウンピース 1997 鹿毛       | 母の父Seattle Slew 1974 黒鹿毛                       | Bold Reasoning                             | Reason to Earn                             |                   |
| 母 クラウンピース 1997 鹿毛       | 母の父Seattle Slew 1974 黒鹿毛                       | My Charmer                                 | Poker                                      | Poker             |
| 母 クラウンピース 1997 鹿毛       | 母の父Seattle Slew 1974 黒鹿毛                       | My Charmer                                 | Fair Charmer                               |                   |
| 母 クラウンピース 1997 鹿毛       | 母の母*クラシッククラウン Classic Crown 1985 鹿毛    | Mr. Prospector                             | Raise a Native                             | Raise a Native    |
| 母 クラウンピース 1997 鹿毛       | 母の母*クラシッククラウン Classic Crown 1985 鹿毛    | Mr. Prospector                             | Gold Digger                                |                   |
| 母 クラウンピース 1997 鹿毛       | 母の母*クラシッククラウン Classic Crown 1985 鹿毛    | Six Crowns                                 | Secretariat                                | Secretariat       |
| 母 クラウンピース 1997 鹿毛       | 母の母*クラシッククラウン Classic Crown 1985 鹿毛    | Six Crowns                                 | Chris Evert                                |                   |
| 母系(F-No.)                       | Miss Carmie系(FN:23-b)                               | Miss Carmie系(FN:23-b)                     | Miss Carmie系(FN:23-b)                     | [ § 3 ]           |
| 5代内の近親交配                   | Hail to Reason 4×5、Bold Ruler 5･5（母内）           | Hail to Reason 4×5、Bold Ruler 5･5（母内） | Hail to Reason 4×5、Bold Ruler 5･5（母内） | [ § 4 ]           |
| 出典                              | 1. 2. 3. 4.                                          | 1. 2. 3. 4.                                | 1. 2. 3. 4.                                | 1. 2. 3. 4.       |

### 主な近親など
- 祖母クラシッククラウンはGI2勝（フリゼットステークス、ガゼルハンデキャップ）。
- 祖母クラシッククラウンの半兄にChief's Crown（父Danzig、BCジュヴェナイルなどアメリカGI8勝、種牡馬）がいる。
- 4代母Chris EvertはGI3勝を挙げ、ニューヨーク牝馬三冠馬となっている。
- 5代母Miss Carmie（本血統表内Chris Evertの母）を起点として牝系が広がっており、近親にはWinning Colors、タップダンスシチー、ディープスカイなどがいる。